# Condoleezza Rice

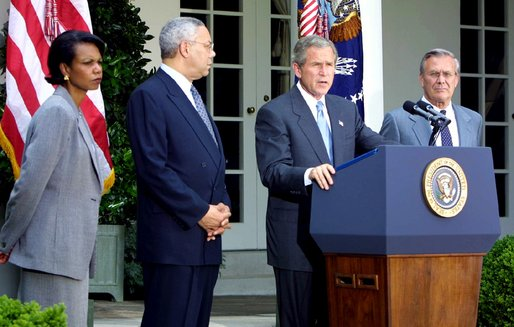
Rice, Colin Powell, George W. Bush i Donald Rumsfeld na konferencji prasowej

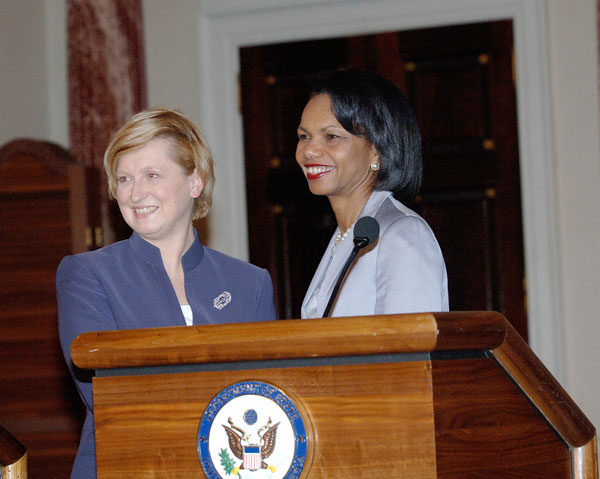
Z Anną Fotygą

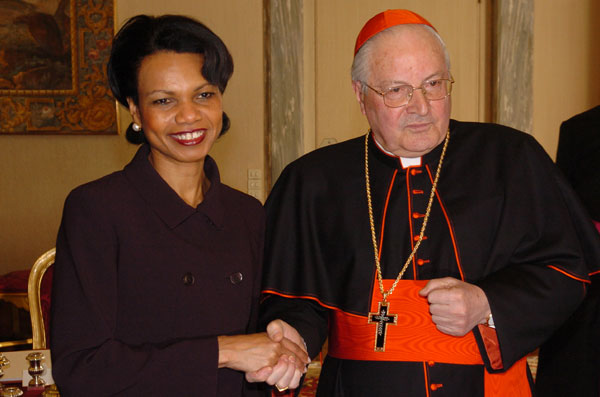
Condoleezza Rice i kardynał Angelo Sodano

Condoleezza Rice (ur. 14 listopada 1954 w Birmingham) – amerykańska polityk, profesor nauk politycznych. W latach 2001–2005 przewodnicząca Narodowego Komitetu Bezpieczeństwa USA, a od 2005 do 2009 roku sekretarz stanu w administracji prezydenta George’a W. Busha.

## Życiorys

### Młodość i wykształcenie
Condoleezza Rice urodziła się w Birmingham w Alabamie, jako jedyne dziecko Angeleny Rice i wielebnego Johna Rice. Jej ojciec był pastorem w Westminster Presbyterian Church, matka zaś nauczycielką muzyki. Oboje rodzice byli nauczycielami akademickimi. Jej imię jest wariacją włoskiego terminu muzycznego con dolcezza, co oznacza „słodko, łagodnie”.
Condoleezza miała 8 lat, gdy jej szkolna koleżanka Denise McNair została zabita w zamachu bombowym na Black Sixteenth Street Baptist Church, przeprowadzonym przez białych rasistów 15 września 1963 roku. Rice twierdzi, że jej dzieciństwo w okresie segregacji wpłynęło na jej determinację w walce z przeciwnościami losu i chęć bycia „dwa razy lepszym” niż biali.
W 1974 roku Rice uzyskała z wyróżnieniem stopień licencjata w dziedzinie nauk politycznych na University of Denver i członkostwo stowarzyszenia Phi Beta Kappa. W 1975 roku otrzymała dyplom magistra na Uniwersytecie Notre Dame, natomiast w 1981 stopień naukowy doktora w Graduate School of International Studies na University of Denver. Zna język rosyjski, francuski i hiszpański.

### Kariera akademicka
Choć początkowo Condoleezza Rice zamierzała być pianistką koncertową i rozpoczęła naukę w tym kierunku, jej plany zmieniły się pod wpływem wykładów na temat polityki międzynarodowej, które przyciągnęły jej zainteresowania w kierunku Związku Radzieckiego. Jest jednym z najwybitniejszych sowietologów.
Rice jest profesorem nauk politycznych Stanford University, członkiem Institute for International Studies i członkiem Instytutu Hoovera. Od 1993 do 1999 pełniła funkcję rektora w Stanford. Jest członkiem American Academy of Arts and Sciences, nadano jej kilka doktoratów honoris causa.

### Początki kariery politycznej
Od 1989 do marca 1991 roku służyła w administracji prezydenta George H.W. Busha jako dyrektor wydziału Soviet and East European Affairs w Radzie Bezpieczeństwa Narodowego i jako specjalny asystent prezydenta do spraw bezpieczeństwa narodowego. Przyczyniła się w tej roli do ukształtowania strategii prezydenta Busha i sekretarza stanu Bakera w odniesieniu do ponownego zjednoczenia Niemiec. W 1996 roku służyła jako specjalny asystent dyrektora połączonych sztabów sił zbrojnych, w 1997 roku w federalnym komitecie doradczym do spraw szkolenia w armii.
Rice była członkiem rady dyrektorów w Chevron Corporation, która nazwała nawet jej imieniem jeden z tankowców (nazwę zmieniono później na skutek kontrowersji). Zrezygnowała z tej roli 15 stycznia 2001 roku, przechodząc do pracy rządowej na stanowisku doradcy do spraw bezpieczeństwa. Wtedy też ustąpiła ze stanowiska uniwersyteckiego w Stanford.

### W administracji Busha
Rice była jednym z najgorętszych zwolenników interwencji w Iraku w 2003 roku – wyraziła to m.in. artykułem w „New York Times”, zatytułowanym Why We Know Iraq Is Lying. W marcu 2004 roku Rice odmówiła złożenia zeznań pod przysięgą przed narodową komisją do spraw terrorystycznych ataków na Stany Zjednoczone, co wzbudziło silne kontrowersje. Biały Dom tłumaczył to tradycją zezwalającą na odmowę składania zeznań. Debata wokół jej roli w antyterrorystycznej polityce USA wzmogła się po opublikowaniu książki Richarda Clarke’a Against All Enemies. George W. Bush zgodził się pod presją na składanie zeznań przed Kongresem przez urzędników, o ile nie stworzy to precedensu. Ostatecznie zeznania zostały złożone w kwietniu 2004 roku przed tzw. Komisją 9/11, a nie przed Kongresem. Rice stała się pierwszym urzędującym doradcą do spraw bezpieczeństwa, który złożył publicznie zeznania. 26 stycznia 2005 po dymisji Colina Powella została pierwszą czarnoskórą kobietą na stanowisku sekretarza stanu.
20 sierpnia 2008 roku w imieniu Stanów Zjednoczonych podpisała umowę z Radosławem Sikorskim, ministrem spraw zagranicznych o budowie tarczy antyrakietowej w Polsce.
W 2018 filmie Vice w reżyserii Adama McKaya w postać Rice wcieliła się LisaGay Hamilton.
Otrzymała Order Narodowy Świętego Karola, a w 1998 Krzyż Kawalerski Orderu Odrodzenia Polski.